# Eishockey-Weltmeisterschaft der U20-Junioren 2003
Die 27. Eishockey-Weltmeisterschaften der U20-Junioren der Internationalen Eishockey-Föderation IIHF waren die Eishockey-Weltmeisterschaften des Jahres 2003 in der Altersklasse der Unter-Zwanzigjährigen (U20). Insgesamt nahmen zwischen dem 13. Dezember 2002 und 14. Januar 2003 39 Nationalmannschaften an den sechs Turnieren der Top-Division sowie der Divisionen I bis III teil.
In seiner 27. Austragung wurde der Wettbewerb grundlegend reformiert. Der Modus der Top-Division wurde leicht verändert, wobei die Teams in zwei Fünfergruppen drei Finalrunden- und zwei Abstiegsrundenteilnehmer ausspielten. Die Finalrunde wurde weiterhin im K.-o.-System ausgetragen, allerdings mit sechs statt der bisher acht Qualifikanten. Die zwei Absteiger wurden in einer Abstiegsrunde statt der bisherigen Spiele im K.-o.-System der beiden Gruppenletzten. Die Divisionen I und II wurden von acht auf zwölf Mannschaften aufgestockt und ab sofort in zwei separaten Sechsergruppen gespielt, aus denen die jeweiligen Sieger in die darüber gelegene Division aufstiegen. Die Tabellenletzten mussten in die darunter gelegene Division absteigen.
Der Weltmeister wurde zum zwölften Mal die Mannschaft Russlands, die im Finale den Erzrivalen Kanada mit 3:2 bezwingen konnte. Die deutsche Mannschaft konnte nach dem Aufstieg im Vorjahr erneut nicht die Klasse halten und stieg in die Division I ab, die Schweiz belegte den siebten Platz in der Top-Division und sicherte sich damit den Klassenerhalt. Österreich wurde Erster in der Gruppe B der Division I und stieg damit in die Top-Division auf.

## Teilnehmer, Austragungsorte und -zeiträume
- Top-Division: 26. Dezember 2002 bis 5. Januar 2003 in Halifax und Sydney, Nova Scotia, Kanada
Teilnehmer:  Belarus,  Deutschland (Aufsteiger),  Finnland,  Kanada,  Russland (Titelverteidiger),  Schweden,  Schweiz,  Slowakei,  Tschechien,  USA

- Division I
  - Gruppe A: 27. Dezember 2002 bis 2. Januar 2003 in Almaty, Kasachstan
Teilnehmer:  Frankreich (Absteiger),  Italien,  Japan (Aufsteiger),  Kasachstan,  Kroatien (Aufsteiger),  Ukraine
  - Gruppe B: 16. bis 22. Dezember 2002 in Bled, Slowenien
Teilnehmer:  Dänemark (Aufsteiger),  Lettland (Aufsteiger),  Norwegen,  Österreich,  Polen,  Slowenien

- Division II
  - Gruppe A: 6. bis 12. Januar 2003 in Miercurea Ciuc, Rumänien
Teilnehmer:  Bulgarien (Aufsteiger),  Estland (Aufsteiger),  Großbritannien,   Litauen,  Rumänien (Aufsteiger),  Südafrika (Aufsteiger)
  - Gruppe B: 28. Dezember 2002 bis 3. Januar 2003 in Novi Sad, Serbien und Montenegro
Teilnehmer:  Island (Aufsteiger),  Mexiko (Aufsteiger),  Niederlande,  Serbien und Montenegro (Aufsteiger, als Jugoslawien),  Spanien (Aufsteiger),  Ungarn

- Division III: 21. bis 26. Januar 2003 in İzmit, Türkei
Teilnehmer:  Australien (erste Teilnahme seit 2001),  Belgien (erste Teilnahme seit 1988),  Luxemburg (erste Teilnahme seit 2001),  Südkorea (erste Teilnahme seit 1993),  Türkei (erste Teilnahme seit 1999)

## Top-Division
Die U20-Weltmeisterschaft wurde vom 26. Dezember 2002 bis zum 5. Januar 2003 in den kanadischen Städten Halifax und Sydney in der Provinz Nova Scotia ausgetragen. Gespielt wurde im Metro Centre (10.595 Plätze) in Halifax sowie dem Centre 200 in Sydney mit 4.881 Plätzen.
Am Turnier nahmen zehn Nationalmannschaften teil, die in zwei Gruppen zu je fünf Teams spielten. Den Weltmeistertitel sicherte sich Russland, das im Finale knapp mit 3:2 gegen Kanada gewann. Es war der zwölfte Titel für die Russen und der zweite in Folge.
| Gruppe A | Gruppe B    |
| Russland | Kanada      |
| Schweiz  | Finnland    |
| USA      | Schweden    |
| Slowakei | Tschechien  |
| Belarus  | Deutschland |

### Modus
Nach den Gruppenspielen der Vorrunde qualifizieren sich die beiden Gruppenersten direkt für das Halbfinale. Die Gruppenzweiten und -dritten bestreiten je ein Qualifikationsspiel zur Halbfinalteilnahme. Die Vierten und Fünften der Gruppenspiele bestreiten – bei Mitnahme des Ergebnisses der direkten Begegnung aus der Vorrunde – die Abstiegsrunde und ermitteln dabei zwei Absteiger in die Division I.

### Austragungsorte
| Halifax |

| Sydney |

| Halifax |

| Sydney |

### Vorrunde

#### Gruppe A
| 26. Dezember 2002 14:00 Uhr (Ortszeit) | 26. Dezember 2002 19:00 Uhr (MEZ) | Belarus | 2:4 (1:2, 1:0, 0:2) | Schweiz | Centre 200, Sydney Zuschauer: 1.951 |

| 26. Dezember 2002 18:00 Uhr | 26. Dezember 2002 23:00 Uhr | USA | 1:5 (0:2, 1:2, 0:1) | Russland | Centre 200, Sydney Zuschauer: 4.950 |

| 27. Dezember 2002 20:00 Uhr | 28. Dezember 2002 1:00 Uhr | Slowakei | 11:1 (3:1, 4:0, 4:0) | Belarus | Centre 200, Sydney Zuschauer: 2.548 |

| 28. Dezember 2002 16:00 Uhr | 28. Dezember 2002 21:00 Uhr | Schweiz | 1:3 (1:0, 0:2, 0:1) | USA | Centre 200, Sydney Zuschauer: 2.331 |

| 28. Dezember 2002 20:00 Uhr | 29. Dezember 2002 1:00 Uhr | Russland | 4:0 (1:0, 1:0, 2:0) | Slowakei | Centre 200, Sydney Zuschauer: 3.213 |

| 29. Dezember 2002 18:00 Uhr | 29. Dezember 2002 23:00 Uhr | Belarus | 1:5 (0:2, 1:2, 0:1) | Russland | Centre 200, Sydney Zuschauer: 2.232 |

| 30. Dezember 2002 14:00 Uhr | 30. Dezember 2002 19:00 Uhr | USA | 8:2 (4:0, 3:1, 1:1) | Belarus | Centre 200, Sydney Zuschauer: 2.213 |

| 30. Dezember 2002 18:00 Uhr | 30. Dezember 2002 23:00 Uhr | Schweiz | 0:3 (0:1, 0:2, 0:0) | Slowakei | Centre 200, Sydney Zuschauer: 2.069 |

| 31. Dezember 2002 14:00 Uhr | 31. Dezember 2002 19:00 Uhr | Slowakei | 1:3 (1:0, 0:2, 0:1) | USA | Centre 200, Sydney Zuschauer: 2.238 |

| 31. Dezember 2002 18:00 Uhr | 31. Dezember 2002 23:00 Uhr | Russland | 7:5 (2:1, 3:2, 2:2) | Schweiz | Centre 200, Sydney Zuschauer: 2.249 |

| Pl. |          | Sp | S | U | N | Tore  | Punkte |
| 1.  | Russland | 4  | 4 | 0 | 0 | 21:07 | 8      |
| 2.  | USA      | 4  | 3 | 0 | 1 | 15:09 | 6      |
| 3.  | Slowakei | 4  | 2 | 0 | 2 | 15:08 | 4      |
| 4.  | Schweiz  | 4  | 1 | 0 | 3 | 10:15 | 2      |
| 5.  | Belarus  | 4  | 0 | 0 | 4 | 06:28 | 0      |

Abkürzungen: Pl. = Platz, Sp = Spiele, S = Siege, U = Unentschieden, N = Niederlagen

Erläuterungen: Halbfinalqualifikant, Viertelfinalqualifikant, Abstiegsrundenqualifikant

#### Gruppe B
| 26. Dezember 2002 16:00 Uhr (Ortszeit) | 26. Dezember 2002 21:00 Uhr (MEZ) | Deutschland | 0:4 (0:2, 0:0, 0:2) | Finnland | Halifax Metro Centre, Halifax Zuschauer: 8.923 |

| 26. Dezember 2002 20:10 Uhr | 26. Dezember 2002 1:10 Uhr | Schweden | 2:8 (0:2, 2:2, 0:4) | Kanada | Halifax Metro Centre, Halifax Zuschauer: 10.594 |

| 27. Dezember 2002 19:00 Uhr | 28. Dezember 2002 0:00 Uhr | Tschechien | 3:0 (0:0, 2:0, 1:0) | Deutschland | Halifax Metro Centre, Halifax Zuschauer: 9.562 |

| 28. Dezember 2002 15:10 Uhr | 28. Dezember 2002 20:10 Uhr | Kanada | 4:0 (1:0, 2:0, 1:0) | Tschechien | Halifax Metro Centre, Halifax Zuschauer: 10.594 |

| 28. Dezember 2002 20:00 Uhr | 29. Dezember 2002 1:00 Uhr | Finnland | 3:2 (1:0, 1:2, 1:0) | Schweden | Halifax Metro Centre, Halifax Zuschauer: 10.089 |

| 29. Dezember 2002 16:10 Uhr | 29. Dezember 2002 21:10 Uhr | Deutschland | 1:4 (1:0, 0:3, 0:1) | Kanada | Halifax Metro Centre, Halifax Zuschauer: 10.594 |

| 30. Dezember 2002 16:00 Uhr | 30. Dezember 2002 21:00 Uhr | Schweden | 7:2 (3:0, 3:1, 1:1) | Deutschland | Halifax Metro Centre, Halifax Zuschauer: 10.427 |

| 30. Dezember 2002 20:00 Uhr | 31. Dezember 2002 1:00 Uhr | Finnland | 2:2 (0:0, 1:1, 1:1) | Tschechien | Halifax Metro Centre, Halifax Zuschauer: 10.462 |

| 31. Dezember 2002 16:00 Uhr | 31. Dezember 2002 21:00 Uhr | Tschechien | 3:1 (0:0, 1:1, 2:0) | Schweden | Halifax Metro Centre, Halifax Zuschauer: 10.416 |

| 31. Dezember 2002 20:10 Uhr | 1. Januar 2003 1:10 Uhr | Kanada | 5:3 (1:1, 3:2, 1:0) | Finnland | Halifax Metro Centre, Halifax Zuschauer: 10.594 |

| Pl. |             | Sp | S | U | N | Tore  | Punkte |
| 1.  | Kanada      | 4  | 4 | 0 | 0 | 21:06 | 8      |
| 2.  | Finnland    | 4  | 2 | 1 | 1 | 12:09 | 5      |
| 3.  | Tschechien  | 4  | 2 | 1 | 1 | 08:07 | 5      |
| 4.  | Schweden    | 4  | 1 | 0 | 3 | 12:16 | 2      |
| 5.  | Deutschland | 4  | 0 | 0 | 4 | 03:18 | 0      |

Abkürzungen: Pl. = Platz, Sp = Spiele, S = Siege, U = Unentschieden, N = Niederlagen

Erläuterungen: Halbfinalqualifikant, Viertelfinalqualifikant, Abstiegsrundenqualifikant

### Abstiegsrunde
| 2. Januar 2003 12:00 Uhr (Ortszeit) | 2. Januar 2003 17:00 Uhr (MEZ) | Schweiz | 6:2 (2:0, 3:2, 1:0) | Deutschland | Halifax Metro Centre, Halifax Zuschauer: 10.111 |

| 3. Januar 2003 12:00 Uhr | 3. Januar 2003 17:00 Uhr | Schweden | 5:4 (3:1, 0:2, 2:1) | Belarus | Halifax Metro Centre, Halifax Zuschauer: 10.083 |

| 4. Januar 2003 16:00 Uhr | 4. Januar 2003 21:00 Uhr | Schweden | 3:5 (1:2, 1:2, 1:1) | Schweiz | Halifax Metro Centre, Halifax Zuschauer: 10.210 |

| 4. Januar 2003 20:00 Uhr | 5. Januar 2003 1:00 Uhr | Deutschland | 4:0 (0:0, 2:0, 2:0) | Belarus | Halifax Metro Centre, Halifax Zuschauer: 10.208 |

| Pl. |             | Sp | S | U | N | Tore  | Punkte |
| 1.  | Schweiz     | 3  | 3 | 0 | 0 | 15:07 | 6      |
| 2.  | Schweden    | 3  | 2 | 0 | 1 | 15:11 | 4      |
| 3.  | Deutschland | 3  | 1 | 0 | 2 | 08:13 | 2      |
| 4.  | Belarus     | 3  | 0 | 0 | 3 | 06:13 | 0      |

Anmerkung: Die Vorrundenspiele  Belarus –  Schweiz (2:4) und  Schweden –  Deutschland (7:2) sind in die Tabelle eingerechnet.

Abkürzungen: Pl. = Platz, Sp = Spiele, S = Siege, U = Unentschieden, N = Niederlagen

Erläuterungen: Absteiger in die Division I

### Finalrunde
|  | Viertelfinale    | Viertelfinale | Viertelfinale |    |          | Halbfinale | Halbfinale | Halbfinale |    |     | Finale           | Finale           | Finale           |
|  |                  |               |               |    |          |            |            |            |    |     |                  |                  |                  |
|  |                  |               |               |    |          | B1         | Kanada     | 3          |    |     |                  |                  |                  |
|  | A2               | USA           | 4             |    |          | A2         | USA        | 2          |    |     |                  |                  |                  |
|  | B3               | Tschechien    | 3             |    |          |            |            |            |    | B1  | Kanada           | 2                |                  |
|  |                  |               |               |    | A1       | Russland   | 3          |            |    |     |                  |                  |                  |
|  |                  |               |               | A1 | Russland | 4          |            |            |    |     |                  |                  |                  |
|  | B2               | Finnland      | 6             |    |          | B2         | Finnland   | 1          |    |     | Spiel um Platz 3 | Spiel um Platz 3 | Spiel um Platz 3 |
|  | A3               | Slowakei      | 0             |    |          |            |            |            | A2 | USA | 2                |                  |                  |
|  |                  |               |               | B2 | Finnland | 3          |            |            |    |     |                  |                  |                  |
|  |                  |               |               |    |          |            |            |            |    |     |                  |                  |                  |
|  | Spiel um Platz 5 |               |               |    |          |            |            |            |    |     |                  |                  |                  |
|  | B3               | Tschechien    | 0             |    |          |            |            |            |    |     |                  |                  |                  |
|  | A3               | Slowakei      | 2             |    |          |            |            |            |    |     |                  |                  |                  |

#### Viertelfinale
| 2. Januar 2003 16:00 Uhr (Ortszeit) | 2. Januar 2003 21:00 Uhr (MEZ) | USA | 4:3 (2:0, 2:2, 0:1) | Tschechien | Halifax Metro Centre, Halifax Zuschauer: 10.250 |

| 2. Januar 2003 20:10 Uhr | 3. Januar 2003 1:10 Uhr | Finnland | 6:0 (3:0, 3:0, 0:0) | Slowakei | Halifax Metro Centre, Halifax Zuschauer: 10.162 |

#### Spiel um Platz 5
| 4. Januar 2003 12:00 Uhr | 4. Januar 2003 17:00 Uhr | Tschechien | 0:2 (0:1, 0:0, 0:1) | Slowakei | Halifax Metro Centre, Halifax Zuschauer: 10.210 |

#### Halbfinale
| 3. Januar 2003 16:10 Uhr | 3. Januar 2003 21:10 Uhr | Russland | 4:1 (1:1, 0:0, 3:0) | Finnland | Halifax Metro Centre, Halifax Zuschauer: 10.527 |

| 3. Januar 2003 20:10 Uhr | 4. Januar 2003 1:10 Uhr | Kanada | 3:2 (1:1, 1:0, 1:1) | USA | Halifax Metro Centre, Halifax Zuschauer: 10.594 |

#### Spiel um Platz 3
| 5. Januar 2003 16:00 Uhr | 5. Januar 2003 21:00 Uhr | USA | 2:3 (0:2, 0:1, 2:0) | Finnland | Halifax Metro Centre, Halifax Zuschauer: 10.306 |

#### Finale
| 5. Januar 2003 20:10 Uhr | 6. Januar 2003 1:10 Uhr | Kanada | 2:3 (1:1, 1:0, 0:2) | Russland | Halifax Metro Centre, Halifax Zuschauer: 10.594 |

### Statistik

#### Beste Scorer
Abkürzungen: GP = Spiele, G = Tore, A = Assists, Pts = Punkte, +/− = Plus/Minus, PIM = Strafminuten; Fett: Turnierbestwert
| Spieler               | Team     | GP | G | A | Pts | +/− | PIM |
| --------------------- | -------- | -- | - | - | --- | --- | --- |
| Patrik Bärtschi       | Schweiz  | 6  | 6 | 4 | 10  | +1  | 0   |
| Igor Grigorenko       | Russland | 6  | 6 | 4 | 10  | +10 | 4   |
| Juri Trubatschow      | Russland | 6  | 3 | 7 | 10  | +9  | 2   |
| Tuomo Ruutu           | Finnland | 7  | 2 | 8 | 10  | +6  | 6   |
| Carlo Colaiacovo      | Kanada   | 6  | 1 | 9 | 10  | −1  | 2   |
| Alexander Pereschogin | Russland | 6  | 3 | 6 | 9   | +9  | 4   |
| Jussi Jokinen         | Finnland | 7  | 6 | 2 | 8   | +4  | 2   |
| Zach Parise           | USA      | 7  | 4 | 4 | 8   | +3  | 4   |
| Alexander Poluschin   | Russland | 6  | 2 | 6 | 8   | +9  | 4   |
| Andrei Taratuchin     | Russland | 6  | 2 | 6 | 8   | +7  | 4   |

#### Beste Torhüter
Abkürzungen: GP = Spiele, TOI = Eiszeit (in Minuten), GA = Gegentore, SO = Shutouts, Sv% = gehaltene Schüsse (in %), GAA = Gegentorschnitt; Fett: Turnierbestwert
| Spieler           | Team     | GP | TOI    | GA | SO | Sv%   | GAA  |
| ----------------- | -------- | -- | ------ | -- | -- | ----- | ---- |
| Bobby Goepfert    | USA      | 7  | 338:05 | 10 | 0  | 93,71 | 1,77 |
| Peter Sevela      | Slowakei | 5  | 218:46 | 7  | 2  | 93,33 | 1,92 |
| Marc-André Fleury | Kanada   | 5  | 267:28 | 7  | 1  | 92,78 | 1,57 |
| Kari Lehtonen     | Finnland | 6  | 356:40 | 13 | 2  | 92,26 | 2,19 |
| Andrei Medwedew   | Russland | 5  | 300:00 | 9  | 1  | 91,67 | 1,80 |

### Abschlussplatzierungen
| Pl. | Team        |
| --- | ----------- |
| 1   | Russland    |
| 2   | Kanada      |
| 3   | Finnland    |
| 4   | USA         |
| 5   | Slowakei    |
| 6   | Tschechien  |
| 7   | Schweiz     |
| 8   | Schweden    |
| 9   | Deutschland |
| 10  | Belarus     |

### Titel, Auf- und Abstieg
| Weltmeister Russland | Sergei Anschakow, Jewgeni Artjuchin, Konstantin Barulin, Dmitri Fachrutdinow, Denis Grebeschkow, Igor Grigorenko, Denis Jeschow, Alexei Kaigorodow, Kirill Kolzow, Maxim Kondratjew, Konstantin Kornejew, Michail Ljubuschin, Andrei Medwedew, Alexander Owetschkin, Alexander Pereschogin, Dmitri Pestunow, Alexander Poluschin, Nikolai Scherdew, Timofei Schischkanow, Andrei Taratuchin, Fjodor Tjutin, Juri Trubatschow Trainer: Rawil Ischakow |

| Silber Kanada | Brendan Bell, Pierre-Marc Bouchard, Gregory Campbell, Carlo Colaiacovo, Steve Eminger, Marc-André Fleury, Boyd Gordon, Brooks Laich, David LeNeveu, Joffrey Lupul, Jay McClement, Nathan Paetsch, Daniel Paille, Pierre-Alexandre Parenteau, Alexandre Rouleau, Derek Roy, Matt Stajan, Jordin Tootoo, Scottie Upshall, Kyle Wellwood, Ian White, Jeff Woywitka Trainer: Marc Habscheid |

| Bronze Finnland | Matti Aho, Sean Bergenheim, Juha Fagerstedt, Valtteri Filppula, Tuomas Immonen, Topi Jaakola, Teemu Jääskeläinen, Janne Jalasvaara, Jussi Jokinen, Henrik Juntunen, Mikko Kalteva, Juho Lehtisalo, Kari Lehtonen, Tomi Mäki, Tuomas Mikkonen, Matti Näätänen, Jesse Niinimäki, Tuomas Nissinen, Joni Pitkänen, Tuomo Ruutu, Tomi Sykkö, Jussi Timonen Trainer: Erkka Westerlund |

| Absteiger in die Division I:    | Deutschland, Belarus |
| Aufsteiger in die Top-Division: | Österreich, Ukraine  |

### Auszeichnungen
Spielertrophäen
| Auszeichnung         | Spieler           | Team     |
| -------------------- | ----------------- | -------- |
| Wertvollster Spieler | Marc-André Fleury | Kanada   |
| Bester Torhüter      | Marc-André Fleury | Kanada   |
| Bester Verteidiger   | Joni Pitkänen     | Finnland |
| Bester Stürmer       | Igor Grigorenko   | Russland |

All-Star-Team
| Angriff:      | Scottie Upshall – Juri Trubatschow – Igor Grigorenko |
| Verteidigung: | Joni Pitkänen – Carlo Colaiacovo                     |
| Tor:          | Marc-André Fleury                                    |

## Division I

### Gruppe A in Almaty, Kasachstan
| Teams         | UKR | JPN | KAZ  | FRA  | ITA | CRO  | Tore  | Pkt. |
| ------------- | --- | --- | ---- | ---- | --- | ---- | ----- | ---- |
| 1. Ukraine    |     | 3:1 | 3:3  | 3:0  | 3:1 | 6:3  | 18:8  | 9:1  |
| 2. Japan      | 1:3 |     | 6:2  | 4:2  | 4:2 | 9:1  | 24:10 | 8:2  |
| 3. Kasachstan | 3:3 | 2:6 |      | 3:0  | 3:2 | 13:1 | 25:12 | 7:3  |
| 4. Frankreich | 0:3 | 2:4 | 0:3  |      | 5:2 | 10:1 | 17:13 | 4:6  |
| 5. Italien    | 1:3 | 2:4 | 2:3  | 2:5  |     | 4:0  | 11:16 | 2:8  |
| 6. Kroatien   | 3:6 | 1:9 | 1:13 | 1:10 | 0:4 |      | 6:42  | 0:10 |

### Gruppe B in Bled, Slowenien
| Teams         | AUT | SLO | NOR | LAT | DEN | POL | Tore  | Pkt. |
| ------------- | --- | --- | --- | --- | --- | --- | ----- | ---- |
| 1. Österreich |     | 8:1 | 6:4 | 6:1 | 6:2 | 9:1 | 35:9  | 10:0 |
| 2. Slowenien  | 1:8 |     | 4:0 | 5:3 | 2:2 | 3:1 | 15:14 | 7:3  |
| 3. Norwegen   | 4:6 | 0:4 |     | 1:1 | 6:2 | 6:3 | 17:16 | 5:5  |
| 4. Lettland   | 1:6 | 3:5 | 1:1 |     | 4:3 | 4:6 | 13:21 | 3:7  |
| 5. Dänemark   | 2:6 | 2:2 | 2:6 | 3:4 |     | 9:1 | 18:19 | 3:7  |
| 6. Polen      | 1:9 | 1:3 | 3:6 | 6:4 | 1:9 |     | 12:31 | 2:8  |

### Auf- und Absteiger
| Aufsteiger in die WM-Gruppe:    | Österreich, Ukraine  |
| Absteiger aus der WM-Gruppe:    | Deutschland, Belarus |
| Absteiger in die Division II:   | Polen, Kroatien      |
| Aufsteiger aus der Division II: | Estland, Ungarn      |

## Division II

### Gruppe A in Miercurea Ciuc, Rumänien
| Teams             | EST  | GBR  | ROM  | LTU  | RSA  | BUL  | Tore  | Pkt. |
| ----------------- | ---- | ---- | ---- | ---- | ---- | ---- | ----- | ---- |
| 1. Estland        |      | 5:2  | 13:1 | 6:1  | 17:4 | 21:0 | 62:8  | 10:0 |
| 2. Großbritannien | 2:5  |      | 9:1  | 13:1 | 21:0 | 19:0 | 64:7  | 8:2  |
| 3. Rumänien       | 1:13 | 1:9  |      | 9:3  | 8:1  | 15:0 | 34:26 | 6:4  |
| 4. Litauen        | 1:6  | 1:13 | 3:9  |      | 9:1  | 7:2  | 21:31 | 4:6  |
| 5. Südafrika      | 4:17 | 0:21 | 1:8  | 1:9  |      | 6:3  | 12:58 | 2:8  |
| 6. Bulgarien      | 0:21 | 0:19 | 0:15 | 2:7  | 3:6  |      | 5:68  | 0:10 |

### Gruppe B in Novi Sad, Serbien und Montenegro
| Teams                     | HUN  | NED  | SCG  | ESP  | ISL  | MEX | Tore  | Pkt. |
| ------------------------- | ---- | ---- | ---- | ---- | ---- | --- | ----- | ---- |
| 1. Ungarn                 |      | 6:1  | 10:3 | 10:4 | 15:4 | 6:2 | 47:14 | 10:0 |
| 2. Niederlande            | 1:6  |      | 5:4  | 8:0  | 15:2 | 5:1 | 34:13 | 8:2  |
| 3. Serbien und Montenegro | 3:10 | 4:5  |      | 4:2  | 8:5  | 8:0 | 27:22 | 6:4  |
| 4. Spanien                | 4:10 | 0:8  | 2:4  |      | 4:4  | 2:0 | 12:26 | 3:7  |
| 5. Island                 | 4:15 | 2:15 | 5:8  | 4:4  |      | 4:1 | 19:43 | 3:7  |
| 6. Mexiko                 | 2:6  | 1:5  | 0:8  | 0:2  | 1:4  |     | 4:25  | 0:10 |

### Auf- und Absteiger
| Aufsteiger in die Division I:    | Estland, Ungarn   |
| Absteiger aus der Division I:    | Polen, Kroatien   |
| Absteiger in die Division III:   | Mexiko, Bulgarien |
| Aufsteiger aus der Division III: | Südkorea, Belgien |

## Division III
in Izmit, Türkei
| Teams         | KOR  | BEL  | TUR  | AUS  | LUX  | Tore  | Pkt. |
| ------------- | ---- | ---- | ---- | ---- | ---- | ----- | ---- |
| 1. Südkorea   |      | 5:2  | 5:2  | 10:1 | 17:0 | 37:5  | 8:0  |
| 2. Belgien    | 2:5  |      | 7:4  | 9:1  | 14:0 | 32:10 | 6:2  |
| 3. Türkei     | 2:5  | 4:7  |      | 6:3  | 14:1 | 26:16 | 4:4  |
| 4. Australien | 1:10 | 1:9  | 3:6  |      | 3:0  | 8:25  | 2:6  |
| 5. Luxemburg  | 0:17 | 0:14 | 1:14 | 0:3  |      | 1:48  | 0:8  |

### Auf- und Absteiger
| Aufsteiger in die Division II: | Südkorea, Belgien |
| Absteiger aus der Division II: | Mexiko, Bulgarien |